# Maria José (Xique-Xique)
Maria José (Minas do Pontal, 1801 – Xique-Xique, por volta de 1861) foi uma mulher qualificada como crioula, escravizada e mãe de oito filhos sendo eles: Francisca, Luiz, Silveria, Joanna, Antônio, Martha, Mathildes e Manoela. Segundo relatos, a família fugiu de uma fazenda chamada Massaganinho, localizada na região de Petrolina, em Pernambuco, e se estabeleceu nos territórios das vilas da Barra e Xique-Xique, na província da Bahia, onde lutou pela liberdade que, consequentemente, envolveria várias gerações de descendentes, formadas por filhos, netos e bisnetos de Maria José.

## Biografia
Maria José nasceu em 1801 nas Minas do Pontal, sendo batizada no mesmo ano na Capela de Nossa Senhora dos Remédios, filial da matriz de Santo Antônio da Real Vila de Santa Maria da Boa Vista, Bispado de Pernambuco. Não há menção de sua filiação no registro de batismo, mas sabe-se que seus padrinhos foram indígenas de etnia Cariri, cujos nomes eram Alexandre de Avis e Feliciana Maria. A primeira filha de Maria José, batizada de Francisca, nasceu quando ela tinha 15 anos de idade, no dia 11 de fevereiro de 1815. Em seguida Maria teve partos sucessivos. Em ordem de nascimento vieram Luiz, Silveria, Joanna e Antônio. Depois, no ano de 1822, nasceu Martha; em 1827, nasceu Mathildes; e pôr fim, nasceu Manoela, que não se tem registros da data de seu nascimento.
Maria José e seus oito filhos viviam na fazenda Massaganinho, terras da povoação de Petrolina, na vizinha província de Pernambuco. Eram escravos de Luisa Maria Cardoso, proprietária da fazenda e solteira, que administrava suas posses com a ajuda de seu filho Manoel Gonçalves da Costa, um homem viúvo, mas possuía cerca de sete ou oito filhos.

## A fuga de Maria José e sua família
Em 1834 vivia-se um período de extrema seca no sertão da província de Pernambuco. Uma versão da história diz que, por conta dessa grave estiagem, Maria José e sua família praticaram diversos furtos de mandioca em roças vizinhas da fazenda de sua proprietária. Descobertos pelos moradores locais e com medo de serem castigados, Maria José e sua família fugiram imediatamente das terras de Petrolina, passando pelas vilas de Juazeiro e se embrenhando mais e mais pelo interior da província da Bahia, pelo São Francisco.
Pouco a pouco, migrando pelo Vale do São Francisco, chegaram à Ilha do Miradouro, território da vila de Xique-Xique, onde Maria José e sua família se estabeleceram até o seu falecimento. Os seus descendentes continuaram a viver na região de Xique-Xique.
O território da vila de Xique-Xique abrangia mais de quarenta léguas de extensão tanto de norte a sul quanto de leste a oeste. Ao norte, era delimitado pelo rio Verde, que o separava de Sento-Sé e mais além também de Jacobina; e ao sul, com o termo de Brotas de Macaúbas, no rio Parnamirim, que o dividia também com o termo de Santo Antônio do Urubu (atual Paratinga). A leste, fazia fronteira novamente com Jacobina e Morro do Chapéu, nas imediações do rio Jacaré ou Vereda Romão Gramacho, enquanto a oeste alcançava o rio São Francisco, na divisa com Barra do Rio Grande e Pilão Arcado.

## A vida nos sertões do Vale do São Francisco
No século XIX, no sertão, era comum ver famílias que possuíam pequenas propriedades (com até dois escravos) venderem sua força de trabalho para complementar a renda. Essa situação também ocorria de forma parecida com os refugiados, como Maria e família, que trabalhavam não somente para prover a renda da família, mas também para se colocar sob a proteção e influência política de fazendeiros locais. Nesses espaços surgia o paternalismo, que ocorria entre os fazendeiros e o restante da população (sobretudo os agregados e escravos). Essa relação com os fazendeiros não somente reforçava os laços dos refugiados com a região. Também favorecia aos fazendeiros que obtinham mais mão de obra.
Em 1834, com o falecimento da senhora Luisa Maria Cardoso e seu filho Manoel Gonçalves, Francisco José dos Anjos (neto de Luisa e filho do último citado) se mudara da região de Petrolina e consta que, por ser pobre, para sobreviver, vivia de alugar-se para o trabalho nas embarcações do rio São Francisco. O trabalho pesado possivelmente deixava Francisco descontente, pois ele se dizia dono de nove escravos em uma só família. Em 1847, Francisco apreendeu Maria, alguns de seus filhos e, também, netos que ela já tinha, afirmando que os escravos deveriam retornar ao seu poder como herdeiro legítimo.
O comendador Militão Plácido de França Antunes, homem de grande força política e poder de mando no Vale do São Francisco, passou pela Ilha do Miradouro na época da captura da família de Maria José, que teria implorado por sua proteção. Sua autoridade local e influência regional permitiu a liberdade da família durante os quatorze anos seguintes, até ter início um processo de escravidão contra os seus descendentes em 1863.

## Desafios à liberdade
Em torno de 1861 Maria José e seus dois filhos Manoela e Luiz já haviam falecido, e por essa época Francisco José dos Anjos (Neto da finada Luisa Maria Cardoso) voltou à tona na tentativa de levar ao cativeiro os descendentes da crioula, juntando provas para levar à justiça de Xique-Xique o libelo civil de escravidão que teve início em 1863. O herdeiro ficou esperançoso por novos fatos virem a favorecê-lo, principalmente as mortes do comendador Militão Plácido de França Antunes e de seu correligionário Antônio Martins Ferreira de Deus, encerrando a proteção que a família obteve segundo as leis costumeiras do Vale do São Francisco.
Apresentando documentos como provas de que Maria e família eram escravos da senhora Luisa Maria Cardoso, Francisco foi atrás de procuradores na vila de Xique-Xique que o ajudassem a capturá-los. Diante disso, a família passou a ser caçada e as filhas de Maria além de seus descendentes foram encontradas em uma fazenda chamada Quixabeiras. Para quebra de expectativa do procurador e do herdeiro, a família encontrada foi levada sobre a guarda do promotor público da vila de Barra, que garantiu sua liberdade (não se sabe o motivo dele proteger a família de Maria). Em abril de 1863, a família "desapareceu" da vista das autoridades e não havia alguém que soubesse do paradeiro, o que levou a acreditar que os moradores da comunidade se recusaram a dar notícias a respeito. Nesse período a justiça de Xique-Xique dirigiu uma carta precatória à vila da Barra. Ali foram encontradas algumas das filhas e netas de Maria, mas o restante da família havia se refugiado. Em 8 de agosto de 1863, o juiz de Xique-Xique julgou todos os filhos, netos e bisnetos de Maria José como escravos e os indiciou a prestarem serviço ao seu senhor, Francisco José dos Anjos; os que estavam foragidos a sentença foi de apreensão.
Para todos os integrantes da família era um final infeliz, visto seus esforços para a manutenção da vivência em liberdade. Filhos, netos e bisnetos de Maria José foram condenados a escravidão pela justiça da vila de Xique-Xique. Tratava-se de pelo menos 35 descendentes dela: filhos, netos e bisnetos. A maioria desses decendentes nasceu e viveu sempre em liberdade.
O processo judicial de 1863, envolvendo a liberdade dos descendentes de Maria José, foi marcado por embates jurídicos. Após a condenação pela justiça de Xique-Xique, a família recorreu da sentença apelando para o Superior Tribunal da Relação. A defesa dos descendentes de Maria José questionou a legitimidade do procurador e o tempo de residência na Ilha do Miradouro (antes pertencente a Barra, e posteriormente a Xique-Xique), invalidando parte de seus argumentos.
A justiça concedeu um último recurso à defesa, que buscou comprovar a liberdade de Maria José através de testemunhas. O depoimento de um homem chamado Manoel do Nascimento, morador em Juazeiro, trouxe novidades ao caso ao afirmar que Maria José era liberta e não fugitiva, o que contradizia a versão do herdeiro, Francisco José dos Anjos. Este, por sua vez, tentou desacreditar a testemunha alegando a senilidade de sua avó, Luisa Maria Cardoso, a suposta proprietária dos escravos. 
A falta de provas da ligação legítima de Francisco José com sua avó, somada à ausência de comprovação de sua propriedade sobre Maria José e à prescrição da escravidão, devido ao longo período em que os réus viveram livres, entre outros fatores, resultaram na liberdade final dos descendentes de Maria José, seus filhos, netos e bisnetos, conferida pelo Superior Tribunal da Relação, a quem a família havia recorrido da sentença imposta pela justiça de Xique-Xique.